# جيم جاكسون (موسيقي)
جيم جاكسون (بالإنجليزية: Jim Jackson)‏ هو موسيقي وعازف قيثارة أمريكي، ولد في 1884 في مسيسيبي في الولايات المتحدة، وتوفي بنفس المكان في 1937.

## وصلات خارجية
- جيم جاكسون على موقع ميوزك برينز (الإنجليزية)
- جيم جاكسون على موقع أول ميوزيك (الإنجليزية)
- جيم جاكسون على موقع ديسكوغز (الإنجليزية)
- جيم جاكسون على موقع ديسكوغز (الإنجليزية)